# Mexican Hat
Mexican Hat – jednostka osadnicza w Stanach Zjednoczonych, w stanie Utah, w hrabstwie San Juan.